# Stomatopora semierecta
Stomatopora semierecta är en mossdjursart som beskrevs av Jullien, in Jullien och Calvet 1903. Stomatopora semierecta ingår i släktet Stomatopora och familjen Stomatoporidae. Inga underarter finns listade i Catalogue of Life.